# Rawalpindi (Schiff)
Die Rawalpindi war ein 1925 in Dienst gestelltes Passagierschiff der britischen Reederei Peninsular and Oriental Steam Navigation Company (P&O), das im Passagier- und Postverkehr zwischen London und Bombay eingesetzt wurde. Nach Beginn des Zweiten Weltkriegs diente das Schiff als HMS Rawalpindi als Hilfskreuzer, bis es am 23. November 1939 von den deutschen Schlachtschiffen Scharnhorst und Gneisenau südöstlich von Island versenkt wurde. 265 Menschen starben. Die Rawalpindi war der erste im Zweiten Weltkrieg versenkte britische Armed Merchant Cruiser (Hilfskreuzer).

## Passagierschiff
1923 ließ P&O im Rahmen eines Nachkriegsaufbauprogramms vier neue Passagierschiffe auf Kiel liegen. Dies waren die vier Ozeandampfer der R-Klasse, die nach Städten und Regionen in Indien und Pakistan benannt wurden. Die Ranpura (1925, 16.688 BRT) und die Ranchi (1925, 16.650 BRT) wurden bei der Werft Hawthorn, Leslie & Company in Newcastle upon Tyne und die Rawalpindi und die Rajputana (1926, 16.644 BRT) bei Harland & Wolff Heavy Industries Ltd. in Greenock, einer Außenstelle der Belfaster Werft Harland & Wolff, gebaut. Die Ranpura lief am 13. September 1924, die Ranchi am 24. Januar 1925, die Rawalpindi am 26. März 1925 und die Rajputana am 7. August 1925 vom Stapel.
Bei jedem Stapellauf taufte die Ehefrau eines hochrangigen Vertreters der Reederei oder der Werft das jeweilige Schiff. Bei der Rawalpindi war es Margaret Furneaux, Countess of Birkenhead, Ehefrau des Parlamentariers Frederick Edwin Smith, 1. Earl of Birkenhead. Alle vier Dampfer wurden im Lauf des Jahres 1925 in der Reihenfolge ihrer Reederei übergeben, in der sie vom Stapel gelaufen waren. Die Übergabe der Rawalpindi fand am 3. September 1925 statt. Am Tag zuvor hatte sie ihre Probefahrten erfolgreich bestanden. Dabei hatte sie eine Höchstgeschwindigkeit von 19,6 Knoten erreicht – über zwei Knoten mehr als ihre geplante Höchstgeschwindigkeit.
Die Schiffe der R-Klasse hatten einen Rauminhalt von über 16.000 BRT, eine Tragfähigkeit von über 8000 Tonnen und waren mit vierzylindrigen Vierfachexpansions-Dampfmaschinen ausgestattet, die eine maximale Reisegeschwindigkeit von 17 Knoten (31,5 km/h) ermöglichten. Sie hatten je zwei Propeller, zwei Masten und zwei Schornsteine. Sie wurden für den Transport von Passagieren, Fracht und Post von London nach Bombay und zurück via Mittelmeer und Sueskanal gebaut und waren die ersten Schiffe von P&O, die für den Transport von tiefgefrorenen Lebensmitteln ausgerüstet waren. Die Maße der Rawalpindi im Detail lagen bei 16.695 BRT, 9416 NRT und 8850 DWT. Ihre Maschinen leisteten 15.000 PSi.
Die Passagierkapazität lag bei 307 Passagieren der Ersten und 288 der Zweiten Klasse. Die Passagierkabinen befanden sich auf den Decks A und B. Die Aufenthaltsräume der Ersten Klasse, wie die Lounge, der Rauchsalon und der Musiksalon, waren mittschiffs auf dem A- und B-Deck angeordnet. Der Rauchsalon und die Lounge der Zweiten Klasse waren im achteren Teil des B-Decks untergebracht. Die Speisesäle beider Klassen lagen auf dem C-Deck. Große Teile der Innenausstattung stammten von der Dekorateurin, Pilotin und Schauspielerin Lady Elsie Mackay (1893–1928). Sie war die jüngste Tochter des britischen Kolonialbeamten James Mackay, der seit 1913 Vorsitzender der British India Steam Navigation Company war.

## Hilfskreuzer
Am 26. August 1939, wenige Tage vor dem Beginn des Zweiten Weltkriegs, wurde die Rawalpindi von der britischen Admiralität angefordert und anschließend durch die Werft R. & H. Green & Silley Weir im Royal Albert Dock in einen Hilfskreuzer umgewandelt. Der achtere Schornstein wurde entfernt und das Schiff wurde mit acht 152-mm- und zwei 76-mm-Flugabwehrkanonen ausgestattet.
Als neuer Kommandant für das Schiff wurde Edward Coverley Kennedy ausgewählt. Kennedy, der am 31. August 1939 seinen 60. Geburtstag feierte, war ein pensionierter Handelsschiffkapitän mit sehr viel Erfahrung und einem guten Ruf. Er war der Vater von Ludovic Kennedy, der zu der Zeit ebenfalls bei der Royal Navy diente. Ludovic Kennedy sagte später, dass sein Vater „sehr erfreut“ darüber war, dass ihm die Admiralität das Kommando über die Rawalpindi anvertraut hatte. Am 19. September 1939 wurde das umgerüstete Schiff als HMS (His Majesty’s Ship) Rawalpindi der Admiralität überstellt. Es diente fortan in der Northern Patrol, einer Operation der Royal Navy, welche die Gewässer um Island herum kontrollierte.

## Versenkung
Am Donnerstag, dem 23. November 1939, befand sich die Rawalpindi auf einer weiteren Patrouillenfahrt, als sie gegen 15:30 Uhr etwa 145 Seemeilen nordwestlich der Färöer ein unbekanntes Schiff sichtete. Sie identifizierte es fälschlicherweise zuerst als das deutsche Panzerschiff Deutschland, von dem bekannt war, dass es sich zu der Zeit in der Nähe aufhielt. Die Rawalpindi gab per Funk die Position des gesichteten Schiffs an die Basis durch. Es handelte sich jedoch nicht um die Deutschland, sondern um die deutschen Schlachtschiffe Scharnhorst und Gneisenau, die versuchten, durch die GIUK-Lücke vom europäischen Nordmeer in den Nordatlantik durchzubrechen.
Die beiden deutschen Schiffe signalisierten der Besatzung der Rawalpindi, zu stoppen und das Schiff zu verlassen. Kapitän Kennedy entschloss sich stattdessen dazu, den Kampf mit den überlegenen, modernen Schlachtschiffen aufzunehmen und ließ sein Schiff beidrehen, um Schutz in einer aufziehenden Nebelbank zu suchen. Der Obermaschinist des Schiffs hörte ihn auf der Kommandobrücke sagen “We’ll fight them both, they’ll sink us, and that will be that. Good-bye” (Wir werden beide bekämpfen, sie werden uns versenken und das war’s dann. Auf Wiedersehen.). Währenddessen wurde Schiffsalarm gegeben sowie Nebeltonnen angezündet und über Bord geworfen, doch sie entzündeten sich nicht. Bevor an Bord der Rawalpindi die Kanonen einsatzbereit gemacht werden konnten, eröffneten die Scharnhorst und die Gneisenau massives Feuer auf den unzureichend bewaffneten Hilfskreuzer.
Nach 13 Minuten intensiven Beschusses ging die Rawalpindi in Flammen auf. Granaten und Flakgeschosse zertrümmerten die Decksaufbauten. Sie sank innerhalb von 40 Minuten auf der Position 63°40'N, 12°31'W. Kapitän Kennedy, 38 Offiziere und 226 weitere Ränge kamen durch die Versenkung ums Leben (insgesamt 265 Menschen). 26 Überlebende wurden von der Scharnhorst und der Gneisenau aufgenommen, während elf weitere am Tag nach dem Angriff von der Chitral (15.248 BRT), einem anderen zum Hilfskreuzer umgewandelten P&O-Schiff, gerettet wurden. Die Rawalpindi konnte durch ihren Einsatz verhindern, dass weitere Schiffe in Mitleidenschaft gezogen wurden. Die beiden Schlachtschiffe setzten ihren Durchbruch nicht fort, sondern kehrten nach Deutschland zurück, um den Schlachtschiffen der Home Fleet zu entgehen. Die Newcastle und die Delhi waren bereits auf dem Weg zum Unglücksort.
Kapitän Edward Kennedy wurde postum Mentioned in Despatches. Am 6. Dezember 1939 ehrte der Erste Lord der Admiralität Winston Churchill die Besatzung der Rawalpindi in einer Rede vor dem britischen Parlament mit den Worten „… deren glorreicher Kampf gegen eine überwältigende Überlegenheit den Respekt und die Ehre des House of Commons und der Nation verdient hat“. In einer Ansprache an die Nation am 18. Dezember 1939 verglich er den Verlust der Rawalpindi mit der Versenkung der Admiral Graf Spee vor Montevideo einen Tag zuvor.